# Oclusiva glotal
La oclusión glotal, oclusiva glotal sorda o saltillo es una consonante sorda producida por una interrupción del flujo pulmonar de aire en la glotis. El símbolo usado en el Alfabeto Fonético Internacional para representar este sonido es [ʔ].
Este sonido aparece en muchas lenguas habladas, desde las lenguas semíticas, a las polinesias, pasando por las otomangueanas, el maya y el náhuatl clásico (donde es un fonema independiente) hasta lenguas europeas. En alemán aparece como realización subfonémica en palabras que empiezan por vocal tónica. En muchas variedades del inglés británico como la variedad cockney, [ʔ] puede aparecer como realización fonética del fonema /t/ en ciertos contextos. Finalmente en castellano aparece en ciertas variedades andaluzas como realización de una /s/ ante oclusiva (e.g. esta tarde [εʔtha taɾðe]). También es típico de la zona oriental de Canarias donde se produce un fenómeno similar en palabras terminadas en /s/ o con la /s/ anteoclusiva, y del castellano rioplatense (solo en posición anteoclusiva, no en las finales).
Una aproximación en castellano a este sonido puede obtenerse cuando las cuerdas vocales son presionadas juntas para parar el flujo de aire y luego liberadas, y es el sonido en medio de la interjección uh-oh (en inglés); ah, ah.

## Los rasgos de la oclusión glotal

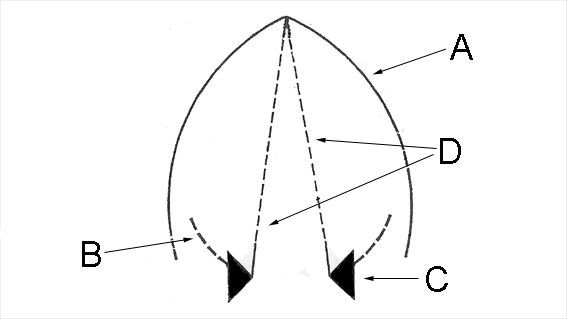
Posiciones de la glotis, la oclusiva glotal se realiza provocando una oclusión en ella.

- Su modo de articulación es oclusivo, lo que significa que es producida al obstruir la corriente de aire en la extensión vocal.
- Su punto de articulación es glotal, lo que significa es articulado por la glotis.
- Su tipo de fonación es sordo, lo que significa que es producido sin vibración de las cuerdas vocales.
- Es una consonante oral, lo que significa que permite al aire escaparse por la boca. Porque se pronuncia en la garganta; sin un componente bucal, la dicotomía central / lateral no se aplica.
- El mecanismo de corriente de aire es pulmonar egresivo, que significa que es articulado al empujar el aire de los pulmones y por extensión vocal, más que de la glotis o la boca.

## Representación gráfica en diferentes idiomas
Esta consonante tiene formas distintas de escribirse en las diferentes lenguas del mundo. En las lenguas otomangues como el triqui, mixteco u otomí se escribe con un saltillo (Ꞌ) o con una h. Tanto en el idioma seri, en el náhuatl y en el idioma tunebo de Colombia es representada por la h.